# Dangerously
Dangerously è un singolo del cantante statunitense Charlie Puth, pubblicato il 2 dicembre 2016 come terzo estratto dal primo album in studio Nine Track Mind.

## Descrizione
Seconda traccia dell'album, il brano è stato composto da Puth stesso insieme a Jonathan Rotem, Infamous, James Abrahart e Alexander Izquierdo.

## Video musicale
Il video musicale è stato pubblicato sul canale Vevo del cantante il 2 novembre 2016, un mese prima della pubblicazione del singolo.

## Tracce
1. Dangerously – 3:19

## Classifiche

### Classifiche settimanali
| Classifica (2016-23) | Posizione massima |
| -------------------- | ----------------- |
| Belgio (Vallonia)    | 55                |
| Corea del Sud        | 15                |
| Francia              | 169               |
| Ungheria             | 29                |
| Vietnam              | 51                |

### Classifiche di fine anno
| Classifica (2023) | Posizione |
| ----------------- | --------- |
| Corea del Sud     | 23        |
| Classifica (2024) | Posizione |
| Corea del Sud     | 84        |